# Mijares (kommun)
Mijares är en kommun i Spanien.   Den ligger i provinsen Provincia de Ávila och regionen Kastilien och Leon, i den centrala delen av landet, 100 km väster om huvudstaden Madrid. Antalet invånare är 828. Arean är 47 kvadratkilometer.
Terrängen i Mijares är varierad.